# Sajania bieneri
Sajania bieneri är en fjärilsart som beskrevs av Hans Rebel 1926. Sajania bieneri ingår i släktet Sajania och familjen nattflyn. Inga underarter finns listade.